# Maulisia acuticeps
Maulisia acuticeps är en fiskart som beskrevs av Sazonov, 1976. Maulisia acuticeps ingår i släktet Maulisia och familjen Platytroctidae. Inga underarter finns listade i Catalogue of Life.